# مارغريتا بيتروفا
مارغريتا بيتروفا هي مجدفة بلغارية، ولدت في 4 أبريل 1977 في فارنا في بلغاريا.

## وصلات خارجية
- مارغريتا بيتروفا على موقع الاتحاد الدولي للتجديف (الإنجليزية)
- مارغريتا بيتروفا على موقع اللجنة الأولمبية الدولية (الإنجليزية)
- مارغريتا بيتروفا على موقع أوليمبيديا (الإنجليزية)